# Polydesmus fischeri
Polydesmus fischeri är en mångfotingart som beskrevs av Karsch 1885. Polydesmus fischeri ingår i släktet Polydesmus och familjen plattdubbelfotingar. Inga underarter finns listade i Catalogue of Life.